# 1,5-Diaminopentan
1,5-Diaminopentan (auch Cadaverin genannt) ist ein Diamin, das infolge mikrobieller Zersetzung von Proteinen aus der Aminosäure Lysin durch Decarboxylierung entsteht. Daher bezeichnet man es als biogenes Amin. Als Fäulnisbase ist es Bestandteil der Ptomaine (auch Leichengift genannt) und trägt auch zum Verwesungsgeruch bei. Es kommt neben Diaminobutan (Putrescin) auch in der menschlichen Samenflüssigkeit vor, wo es unspezifischen Abwehrmechanismen dient.
Das Diamin wurde erstmals 1885 von Ludwig Brieger isoliert. Eine Probe des ersten Cadaverins von Brieger ist in den Sammlungen des Deutschen Museums verwahrt.
1,5-Diaminopentan ist die biosynthetische Vorstufe einiger Chinolizidin-Alkaloide, Lycopodium-Alkaloide und Piperidin-Alkaloide.